# 5 000 mètres masculin aux Jeux olympiques d'été de 2024
Pour des articles plus généraux, voir Athlétisme aux Jeux olympiques d'été de 2024 et 5 000 mètres aux Jeux olympiques.
Navigation
Tokyo 2020 Los Angeles 2028
L'épreuve du 5 000 mètres masculin aux Jeux olympiques de 2024 se déroule les 7 et 10 août 2024 au Stade de France, au nord de Paris, en France.

## Records
Avant cette compétition, les records dans cette discipline étaient les suivants : 
| Record du monde  | Joshua Cheptegei (UGA) | 12 min 35 s 36 | Monaco | 14 août 2020 |
| Record olympique | Kenenisa Bekele (ETH)  | 12 min 57 s 82 | Pékin  | 23 août 2008 |

## Programme
| Date            | Horaire | Manche       |
| --------------- | ------- | ------------ |
| Mercredi 7 août | 10 h 00 | Premier tour |
| Samedi 10 août  | 18 h 30 | Finale       |

## Médaillés
| Or                       | Argent              | Bronze             |
| Jakob Ingebrigtsen (NOR) | Ronald Kwemoi (KEN) | Grant Fisher (USA) |

## Résultats

### Premier tour
Les 8 premiers de chaque série se qualifient pour la finale.
| Rang | Athlète                  | Pays                          | Temps    | Notes |
| ---- | ------------------------ | ----------------------------- | -------- | ----- |
| 1    | Narve Gilje Nordås       | Norvège                       | 14:08:16 | Q     |
| 2    | Hagos Gebrhiwet          | Éthiopie                      | 14:08:18 | Q     |
| 3    | John Heymans             | Belgique                      | 14:08:33 | Q     |
| 4    | Jacob Krop               | Kenya                         | 14:08:73 | Q     |
| 5    | Edwin Kurgat             | Kenya                         | 14:08:76 | Q     |
| 6    | Graham Blanks            | États-Unis                    | 14:09:06 | Q     |
| 7    | Hugo Hay                 | France                        | 14:09:22 | Q     |
| 8    | Thomas Fafard            | Canada                        | 14:09:37 | Q     |
| 9    | Jimmy Gressier           | France                        | 14:09:95 |       |
| 10   | Egide Ntakarutimana      | Burundi                       | 14:11:29 |       |
| 11   | Abdi Waiss Mouhyadin     | Djibouti                      | 14:11:88 |       |
| 12   | Stewart McSweyn          | Australie                     | 14:12:31 | qJ    |
| 13   | Patrick Dever            | Grande-Bretagne               | 14:13:48 |       |
| 14   | Elzan Bibić              | Serbie                        | 14:14:46 |       |
| 15   | Dominic Lokinyomo Lobalu | Équipe olympique des réfugiés | 14:15:49 | qR    |
| 16   | Mohammed Ahmed           | Canada                        | 14:15:76 |       |
| 17   | Aron Kifle               | Érythrée                      | 14:16:77 |       |
| 18   | George Mills             | Grande-Bretagne               | 14:37:08 | qR    |
| 19   | Mike Foppen              | Pays-Bas                      | 14:37:34 | qR    |
|      | Thierry Ndikumwenayo     | Espagne                       | DNF      | qR    |
|      | Andreas Almgren          | Suède                         | DNS      |       |

| Rang | Athlète                | Pays            | Temps    | Notes |
| ---- | ---------------------- | --------------- | -------- | ----- |
| 1    | Jakob Ingebrigtsen     | Norvège         | 13:51:59 | Q     |
| 2    | Biniam Mehary          | Éthiopie        | 13:51:82 | Q     |
| 3    | Isaac Kimeli           | Belgique        | 13:52:18 | Q     |
| 4    | Grant Fisher           | États-Unis      | 13:52:44 | Q     |
| 5    | Oscar Chelimo          | Ouganda         | 13:52:46 | Q     |
| 6    | Ronald Kwemoi          | Kenya           | 13:52:51 | Q     |
| 7    | Dawit Seare            | Érythrée        | 13:52:53 | Q     |
| 8    | Addisu Yihune          | Éthiopie        | 13:52:62 | Q     |
| 9    | Morgan McDonald        | Australie       | 13:52:67 |       |
| 10   | Birhanu Balew          | Bahreïn         | 13:53:11 |       |
| 11   | Yann Schrub            | France          | 13:53:27 | qJ    |
| 12   | Jonas Raess            | Suisse          | 13:55:04 |       |
| 13   | Brian Fay              | Irlande         | 13:55:35 |       |
| 14   | Santiago Catrofe       | Uruguay         | 13:56:40 |       |
| 15   | Mohamed Ismail Ibrahim | Djibouti        | 13:57:47 |       |
| 16   | Luis Grijalva          | Guatemala       | 13:58:81 |       |
| 17   | Ben Flanagan           | Canada          | 13:59:23 |       |
| 18   | Sam Atkin              | Grande-Bretagne | 14:02:46 |       |
| 19   | Abdihamid Nur          | États-Unis      | 14:15:00 |       |
|      | Adel Mechaal           | Espagne         | DNS      |       |

### Finale
| Rang                                | Athlète                  | Pays                          | Temps          | Notes |
| ----------------------------------- | ------------------------ | ----------------------------- | -------------- | ----- |
| Médaille d'or, Jeux olympiques      | Jakob Ingebrigtsen       | Norvège                       | 13 min 13 s 66 | SB    |
| Médaille d'argent, Jeux olympiques  | Ronald Kwemoi            | Kenya                         | 13 min 15 s 04 |       |
| Médaille de bronze, Jeux olympiques | Grant Fisher             | États-Unis                    | 13 min 15 s 13 |       |
| 4                                   | Dominic Lokinyomo Lobalu | Équipe olympique des réfugiés | 13 min 15 s 27 |       |
| 5                                   | Hagos Gebrhiwet          | Éthiopie                      | 13 min 15 s 32 |       |
| 6                                   | Biniam Mehary            | Éthiopie                      | 13 min 15 s 99 |       |
| 7                                   | Edwin Kurgat             | Kenya                         | 13 min 17 s 18 |       |
| 8                                   | Isaac Kimeli             | Belgique                      | 13 min 18 s 10 |       |
| 9                                   | Graham Blanks            | États-Unis                    | 13 min 18 s 67 |       |
| 10                                  | Jacob Krop               | Kenya                         | 13 min 18 s 68 | SB    |
| 11                                  | John Heymans             | Belgique                      | 13 min 19 s 25 |       |
| 12                                  | Yann Schrub              | France                        | 13 min 20 s 63 |       |
| 13                                  | Mike Foppen              | Pays-Bas                      | 13 min 21 s 56 |       |
| 14                                  | Addisu Yihune            | Éthiopie                      | 13 min 22 s 33 |       |
| 15                                  | Thierry Ndikumwenayo     | Espagne                       | 13 min 24 s 07 |       |
| 16                                  | Hugo Hay                 | France                        | 13 min 26 s 71 | SB    |
| 17                                  | Narve Gilje Nordås       | Norvège                       | 13 min 31 s 34 |       |
| 18                                  | Stewart McSweyn          | Australie                     | 13 min 31 s 38 |       |
| 19                                  | Dawit Seare              | Érythrée                      | 13 min 31 s 50 |       |
| 20                                  | Oscar Chelimo            | Ouganda                       | 13 min 31 s 56 |       |
| 21                                  | George Mills             | Grande-Bretagne               | 13 min 32 s 32 |       |
| 22                                  | Thomas Fafard            | Canada                        | 13 min 49 s 69 |       |

## Légende
Records et Performances
- AR : Record continental (area record)
- CR : Record des championnats (championship record)
- MR : Record du meeting (meet record)
- NR : Record national (national record)
- OR : Record olympique (olympic record)
- PR : Record paralympique (paralympic record)
- PB : Record personnel (personal best)
- SB : Meilleure performance personnelle de la saison (season's best)
- WL : Meilleure performance mondiale de l'année (world leader)
- WJR : Record du monde junior (world junior record)
- WR : Record du monde (world record)

Circonstances et Conditions
- DNF : N'a pas terminé (did not finish)
- DNS : N'a pas pris le départ (did not start)
- DQ : Disqualification (disqualification)
- NM : Aucun essai valable enregistré (No Mark)
- Q : Qualifié « directement » au prochain tour (ou à la prochaine compétition), lors d'une compétition majeure, grâce au classement ou à la réalisation des minima (automatic qualifier)
- q : Qualifié au prochain tour (ou à la prochaine compétition), lors d'une compétition majeure, grâce au repêchage ou à la réalisation de l'une des meilleures performances parmi celles des « non qualifiés directement » (grâce au meilleur temps ou à la meilleure distance par exemple) (secondary qualifier)